# TT Isla de Man de 1950
El TT Isla de Man de 1950 (oficialmente Tourist Trophy, Isle of Man) fue la primera prueba del Campeonato del Mundo de Motociclismo de 1950. Tuvo lugar en la semana del 9 de junio de 1950 en el Snaefell Mountain Course en Isla de Man (Reino Unido).
La carrera de 500 cc fue ganada por Geoff Duke, seguido de Artie Bell y Johnny Lockett. Artie Bell ganó la prueba de 350 cc, por delante de Geoff Duke y Harold Daniell. La carrera de 250 cc fue ganada por Dario Ambrosini, Maurice Cann fue segundo y Ronnie Mead tercero.

## Resultados

### Resultados 500cc
| Pos     | Piloto              | Constructor | Tiempo    | Puntos |
| ------- | ------------------- | ----------- | --------- | ------ |
| 1       | Geoff Duke          | Norton      | 2:51'45.6 | 8      |
| 2       | Artie Bell          | Norton      | 2:54'25.6 | 6      |
| 3       | Johnny Lockett      | Norton      | 2:55'22.4 | 4      |
| 4       | Leslie Graham       | AJS         | 2:55'52.0 | 3      |
| 5       | Harold Daniell      | Norton      | 2:56'31.0 | 2      |
| 6       | Reg Armstrong       | Velocette   | 3:02'31.4 | 1      |
| 7       | Dickie Dale         | Norton      |           |        |
| 8       | Cromie McCandless   | Norton      |           |        |
| 9       | Jack Brett          | Norton      |           |        |
| 10      | Harry Hinton        | Norton      |           |        |
| 11      | George Morrison     | Norton      |           |        |
| 12      | Ken Bills           | Vincent HRD |           |        |
| 13      | Tommy McEwan        | Triumph     |           |        |
| 14      | Eric McPherson      | AJS         |           |        |
| 15      | Ted Frend           | AJS         |           |        |
| 16      | Roy Evans           | Norton      |           |        |
| 17      | Albert Moule        | Norton      |           |        |
| 18      | Jim Swarbick        | Norton      |           |        |
| 19      | David Whitworth     | Triumph     |           |        |
| 20      | Syd Lawton          | AJS         |           |        |
| 25      | Vic Willoughby      | Norton      |           |        |
| 26      | Arthur Wheeler      | Norton      |           |        |
| 30      | Charlie Gray        | AJS         |           |        |
| 34      | Phil Heath          | Norton      |           |        |
| 36      | Syd Barnett         | AJS         |           |        |
| Ret     | Ernie Barrett       | Norton      | Ret       |        |
| Ret     | Manliffe Barrington | Vincent HRD | Ret       |        |
| Ret     | Eric Briggs         | Norton      | Ret       |        |
| Ret     | Les Dear            | Norton      | Ret       |        |
| Ret     | Jack Fletcher       | BSA         | Ret       |        |
| Ret     | Bob Foster          | Moto Guzzi  | Ret       |        |
| Ret     | Bill Hall           | Triumph     | Ret       |        |
| Ret     | Rob Harrison        | Triumph     | Ret       |        |
| Ret     | Johnny Hodgkin      | Vincent HRD | Ret       |        |
| Ret     | Chris Horn          | Norton      | Ret       |        |
| Ret     | Sid Jensen          | Triumph     | Ret       |        |
| Ret     | Bill Maddrick       | Velocette   | Ret       |        |
| Ret     | Bob Matthews        | Velocette   | Ret       |        |
| Ret     | Cecil Sandford      | Velocette   | Ret       |        |
| Ret     | Oliver Scott        | Norton      | Ret       |        |
| Ret     | Cyril Stevens       | Vincent HRD | Ret       |        |
| Ret     | Charlie Salt        | Velocette   | Ret       |        |
| Ret     | Harry Turner        | Norton      | Ret       |        |
| Ret     | Rob Weston          | Norton      | Ret       |        |
| Ret     | Bill Petch          | Norton      | Ret       |        |
| Ret     | Max Klein           | Norton      | Ret       |        |
| 1.      |                     |             |           |        |
| Fuente: |                     |             |           |        |

### Resultados 350cc
| Pos     | Piloto            | Constructor | Tiempo    | Puntos |
| ------- | ----------------- | ----------- | --------- | ------ |
| 1       | Artie Bell        | Norton      | 3:03'35.0 | 8      |
| 2       | Geoff Duke        | Norton      | 3:04'52.0 | 6      |
| 3       | Harold Daniell    | Norton      | 3:07'56.0 | 4      |
| 4       | Leslie Graham     | AJS         | 3:08'03.8 | 3      |
| 5       | Ted Frend         | AJS         | 3:08'56.4 | 2      |
| 6       | Johnny Lockett    | Norton      | 3:10'18.2 | 1      |
| 7       | Dickie Dale       | AJS         | 3:10'41.2 |        |
| 8       | Cromie McCandless | Norton      | 3:12'16.6 |        |
| 9       | Ken Bills         | Velocette   | 3:12'28.0 |        |
| 10      | Harry Hinton      | Norton      | 3:13'18.4 |        |
| 11      | David Whitworth   | Velocette   |           |        |
| 12      | Arthur Wheeler    | Velocette   |           |        |
| 13      | Freddie Hawken    | AJS         |           |        |
| 14      | Roland Pike       | AJS         |           |        |
| 15      | Jack Brett        | Norton      |           |        |
| 16      | Sid Jensen        | AJS         |           |        |
| 17      | Syd Barnett       | AJS         |           |        |
| 18      | Syd Lawton        | AJS         |           |        |
| 19      | Oliver Scott      | Velocette   |           |        |
| 20      | John Harrowell    | AJS         |           |        |
| 21      | Albert Moule      | Norton      |           |        |
| 23      | Charlie Gray      | AJS         |           |        |
| 25      | George Paterson   | AJS         |           |        |
| 33      | Cecil Sandford    | Velocette   |           |        |
| 46      | Bill Maddrick     | Velocette   |           |        |
| 61      | Ernie Barrett     | Norton      |           |        |
| 62      | Bill Webster      | Norton      |           |        |
| 64      | Reg Armstrong     | Velocette   |           |        |
| Ret     | Maurice Cann      | Moto Guzzi  | Ret       |        |
| Ret     | Eric Briggs       | Norton      | Ret       |        |
| Ret     | Bob Foster        | Velocette   | Ret       |        |
| Ret     | Les Dear          | AJS         | Ret       |        |
| Ret     | Phil Heath        | Norton      | Ret       |        |
| Ret     | Geoff Duke        | Norton      | Ret       |        |
| Ret     | Bill Lomas        | Velocette   | Ret       |        |
| Ret     | Bill Hall         | Triumph     | Ret       |        |
| Ret     | Bob Matthews      | Velocette   | Ret       |        |
| Ret     | Eric McPherson    | AJS         | Ret       |        |
| Ret     | Charlie Salt      | Velocette   | Ret       |        |
| Ret     | Sid Jensen        | Triumph     | Ret       |        |
| Ret     | Cyril Stevens     | AJS         | Ret       |        |
| Ret     | Vic Willoughby    | Velocette   | Ret       |        |
| Ret     | Cecil Sandford    | Velocette   | Ret       |        |
| Ret     | Tommy Wood        | Velocette   | Ret       |        |
| Ret     | Charlie Brett     | Velocette   | Ret       |        |
| Fuente: |                   |             |           |        |

### Resultados 250cc
| Pos     | Piloto           | Constructor   | Tiempo    | Puntos |
| ------- | ---------------- | ------------- | --------- | ------ |
| 1       | Dario Ambrosini  | Benelli       | 3:22'58.0 | 8      |
| 2       | Maurice Cann     | Moto Guzzi    | 3:22'58.2 | 6      |
| 3       | Ronnie Mead      | Velocette     | 3:29'38.0 | 4      |
| 4       | Roland Pike      | Rudge         | 3:33'45.0 | 3      |
| 5       | Len Bayliss      | Elbee Special | 3:41'33.0 | 2      |
| 6       | Arnold Jones     | Moto Guzzi    | 3:42'41.2 | 1      |
| 7       | Sven Sorensen    | Excelsior     |           |        |
| 8       | Frank Cope       | AJS           |           |        |
| 9       | Robert Edwards   | CTS           |           |        |
| 10      | Norman Webb      | Excelsior     |           |        |
| 11      | Chris Tattersall | CTS           |           |        |
| 12      | Bob Geeson       | REG           |           |        |
| Ret     | Doug Beasley     | Excelsior     | Ret       |        |
| Ret     | Wilf Billington  | Moto Guzzi    | Ret       |        |
| Ret     | Wilmot Evans     | AJS           | Ret       |        |
| Ret     | John Harrowell   | LEF           | Ret       |        |
| Ret     | Harold Hartley   | Rudge         | Ret       |        |
| Ret     | Alan Horne       | Rudge         | Ret       |        |
| Ret     | Harold Kirby     | Excelsior     | Ret       |        |
| Ret     | Reg Marsh        | Excelsior     | Ret       |        |
| Ret     | Ray Petty        | New Imperial  | Ret       |        |
| Ret     | Michael O'Rourke | OK Supreme    | Ret       |        |
| Ret     | Bill Webster     | Excelsior     | Ret       |        |
| Ret     | Tommy Wood       | Velocette     | Ret       |        |
| Fuente: |                  |               |           |        |